# Park Narodowy „Rosyjska Arktyka”
Park Narodowy „Rosyjska Arktyka” (ros. Национальный парк «Русская Арктика») – rosyjski park narodowy powstały w 15 czerwca 2009 roku, na mocy dekretu prezydenckiego podpisanego przez Władimira Putina odwołującego się do międzynarodowej konwencji o różnorodności biologicznej zawartej 5 czerwca 1992 roku.
Obejmuje on duży i odludny obszar Oceanu Arktycznego, północnej części Nowej Ziemi, oraz Ziemi Franciszka Józefa. Obszar ten jest siedliskiem niedźwiedzi polarnych i wielorybów grenlandzkich. Obszar obejmuje również jedną z największych kolonii ptaków na półkuli północnej, jak i grupy rodzin z płetwonogich. Całkowity powierzchnia parku  wynosi około 1,426 milionów ha (14 260 km²), w tym 632 tys. hektarów gruntów i 794 tys.ha – obszaru morskiego na wodach terytorialnych Rosji, jest to drugi co do wielkości park narodowy w Rosji po parku narodowym Jugyd wa.